# Itatiba Esporte Clube
O Itatiba Esporte Clube é um clube brasileiro de futebol da cidade de Itatiba, interior de São Paulo.
Atualmente o departamento de futebol do clube se dedica apenas a competições amadoras, cuidando então a diretoria apenas do clube social e de outras modalidades.
Além de mandar seus jogos no Estádio Rubro Negro de sua propriedade, mandou também alguns jogos no Francisco Bartolomeu de propriedade do Rosita Futebol Clube.

## História
Sua origem data da década de 30, com a criação do Juvenil Itatiba e, posteriormente, o Juvenil Itatiba Esporte Clube. O Itatiba Esporte Clube foi fundado em 5 de março de 1937.
Disputou uma edição do paulista da quarta divisão (atual B) em 1960.  A estreia aconteceu em 19 de Junho de 1960, com a equipe do Itatiba Esporte Clube recebendo a equipe da Cerâmica de São Caetano do Sul (hoje A.D. São Caetano), terminando com o placar em 2×3 para os visitantes.
Também participou de seis edições do paulista da terceira divisão (atual A3) entre 1961 e 1966.

## Craques
O Itatiba produziu ampla gama de desportistas que ganharam destaque nos campeonatos do interior paulista, ganhando a alcunha de "Açucena do Noroeste" em referência ao seu posicionamento geográfico. Dentre os principais nomes estão:
Roberto Belangero, Ogídio Firmamento, Zaphael Zinco, Jorge Soares, Thiago Urameshi, Luiz Alckmin (tio bisavô de Geraldo Alckmin), Cláudio "Torresmo" Freitas, Bruno Pieri, Petruchio Santos, Tupã e o carismático goleiro Michelangelo, assim apelidado pela lendária beleza de suas defesas. 

## Participações em estaduais
- Terceira Divisão (atual A3) = 6 (seis) <

- 1961 - 1962 - 1963 - 1964 - 1965 - 1966
- Quarta Divisão (atual B) = 1 (uma)

- 1960